# Sylvestre Bonnards brott

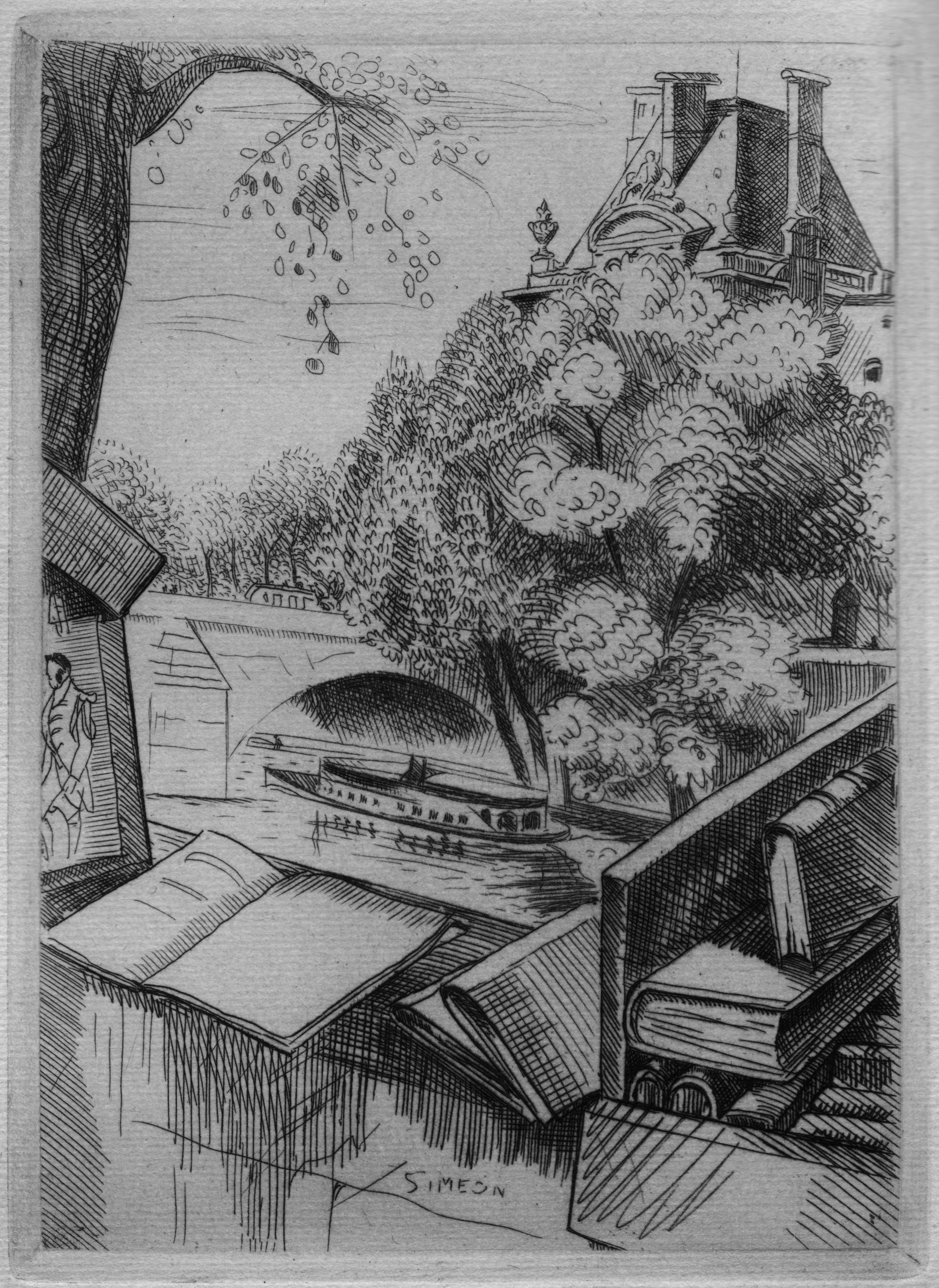
Frontespis av Fernand Siméon

Sylvestre Bonnards brott, original Le Crime de Sylvestre Bonnard, är en roman från 1881 av författaren Anatole France. Roman utgavs i Sverige 1928 på Vårt hems förlag i översättning av Göte Bjurman och Hugo Huttenberg samt med ett förord av Fredrik Böök. I denna roman ingår även Min väns bok. 

## Handling
Sylvestre Bonnard är en åldrande historiker och medlem av Franska Akademien. Han lever ensam med sin hushållerska och sitt enorma bibliotek. Berättelsen består egentligen av två delar som har ganska lite med varandra att göra. Första delen är centrerad kring Bonnards sökande efter ett gammalt manuskript och hur hans egen, nästan omedvetna, godhet påverkar berättelsens upplösning. Den andra delen handlar om hur Bonnard träffar barnbarnet till en gammal ungdomskärlek, vilken han tyr sig till. Den unga flickan är dock fattig och behandlas illa av en skurkaktig förmyndare och en tyrannisk skolfröken och den gamle bokmalen ser sig tvingad att på något vis ingripa. Berättelsen är skriven i dagboksform och återger en högt bildad men åldrande mans lätt självironiska tankar.